# Lajos Sătmăreanu
Lajos Sătmăreanu (dit Sătmăreanu I), né le 21 février 1944 à Salonta (Roumanie) et mort le 30 juin 2025, est un footballeur international roumain, il joue au poste de défenseur. 
Il compte 44 sélections et un but en équipe nationale entre 1967 et 1973. 
Lajos Sătmăreanu partage le même nom de famille que son homonyme Alexandru Sătmăreanu, même s'ils n'ont aucun lien de famille entre eux.

## Biographie

### Carrière de joueur
Avec le club du Steaua Bucarest, il remporte un titre de champion de Roumanie et cinq coupes de Roumanie.
Avec cette même équipe, il joue deux matchs en Coupe d'Europe des clubs champions.
Il dispute un total de 306 matchs en première division roumaine, pour 12 buts inscrits.

### Carrière internationale
Il compte 44 sélections et 1 but avec l'équipe de Roumanie entre 1967 et 1973.
Lajos Sătmăreanu est convoqué pour la première fois par le sélectionneur national Bazil Marian pour un match amical contre l'Uruguay le 4 janvier 1967 (1-1). Par la suite, le 29 avril 1972, il inscrit son seul but en sélection contre la Hongrie, lors d'un match des éliminatoires de l'Euro 1972 (1-1). Il reçoit sa dernière sélection le 14 octobre 1973 contre la Finlande (victoire 9-0).
Il participe à la Coupe du monde de 1970, compétition lors de laquelle il joue trois matchs : contre l'Angleterre, la Tchécoslovaquie et enfin le Brésil.

## Palmarès
- Avec le Steaua Bucarest :
  - Champion de Roumanie en 1968
  - Vainqueur de la Coupe de Roumanie en 1966, 1967, 1969, 1970 et 1971

## Statistiques

### Buts en sélection
Le tableau suivant liste les résultats de tous les buts inscrits par Lajos Sătmăreanu avec l'équipe de Roumanie.